# 사랑의 여로
《사랑의 여로》(영어: Sunday Bloody Sunday)는 1971년 개봉한 영국의 드라마 영화이다. 존 슐레진저가 감독을, 퍼넬러피 질리엇이 각본을 맡았다.
1972년 제25회 영국 아카데미 영화상에서 작품상, 감독상 등 다섯 개 부문을 수상하였다.

## 줄거리
억압적인 유대계 가정에서 자란 외로운 중년의 의사와 이혼 후 좌절감 속에서 홀로 아이를 부양하는 30대 중반의 여성 회사원이 과거와의 단절과 생의 활기를 상징하는 젊고 매력적인 양성애자 예술가 남성을 공유하며 삼각관계를 형성한다.

## 출연진
- 피터 핀치
- 글렌다 잭슨
- 머리 헤드
- 페기 애슈크로프트
- 토니 브리턴
- 모리스 데넘
- 베시 러브
- 비비언 피클스
- 프랭크 윈저
- 토머스 뱁티스트
- 대니얼 데이루이스 (크레디트 미기재)

## 기타 제작진
- 미술: 루시아나 아리지
- 의상: 조슬린 리카즈